# Улица Мира (Владимир)
Улица Мира — улица в городе Владимир. Проходит от Большой Нижегородской улицы до проспекта Строителей. Является одной из границ Центрального парка культуры и отдыха. Протяжённость улицы более 5 км. Одна из главных транспортных магистралей города.

## История
Название улице дано 10 ноября 1951 года по решению Владимирского горисполкома.
Проложена в 1950-х годах по новой, присоединённой к городу, территории. В начале ХХ века это была территория Новой (Малой) слободки. По утверждённому в 1935 году генеральному плану развития города здесь предполагалось создание промышленной зоны, предварительное название улицы — Рабочий проспект. Застройка улицы началась после принятия в 1943 году решения о строительстве Владимирского тракторного завода. Одним из первых возведённых зданий на улице стало (1947—1952) общежитие электро-механического техникума по проекту архитектора В. А. Манучаровой-Погорелко. В конце ХХ века улица, первоначально доходившая лишь до улицы Горького, была продлена до проспекта Строителей.
В 1957 году на примыкающей к улице с юга территории площадью 16 гектаров открылась областная промышленная и сельскохозяйственная выставка, были построены павильоны, животноводческие постройки, заложен фруктовый сад. Два года спустя было принято решение организовать вместо выставки городской парк и назвать его Парком им. 850-летия г. Владимира. Парк занял площадь в 30 гектаров, в нём были сооружены стрелковый тир, баскетбольные, волейбольные, городошные, теннисные, футбольные площадки. Позднее добавились аттракционы и танцплощадка, в центральном павильоне парка — художественная галерея.
Центральный парк культуры и отдыха стал одним из самых больших парков города. Главный вход в парк был устроен с перекрестка улиц Мира и Батурина.
К сорокалетию Октябрьской революции улица была заасфальтирована. Были обустроены две проезжие полосы для транспорта, каждая шириной 9 метров, их разделяет тринадцатиметровый газон с декоративными деревьями. 6 ноября 1957 года по улице открыто движение троллейбуса, соединившего Золотые ворота со строящимся клубом Владимирского химзавода.
Картинная галерея во Владимире творение —советской власти. С её установлением художественные ценности стали собирать в городском краеведческом музее, картины поступали из национализированных частных собраний, из дворца графа А. Р. Воронцова в селе Андреевское была получена ценная коллекция портретов работы мастеров XVIII века, передавались из фондов Русского музея, Третьяковской галереи и других государственных художественных организаций. В собрании галереи картины А. Г. Венецианова («Рассказ солдата»),  И. И. Ендогурова («Ранняя весна»),  В. Е. Маковского («Академик И. И. Янжул»), В. А. Тропинина («Кружевница»), К. А. Трутовского («Разъезд гостей»), Г. Г. Чернецова («Село»), А. К. Шишкина («Цветы у забора»), В. А. Серова («Женщина с крынкой»),  советских художников К. В. Юона, К. Н. Редько, А. М. Герасимова, В. Ф. Стожарова, владимирцев И. С. Куликова, Р. Ф. Модорова, Д. И. Рохлина, современных владимирских художников В. Я. Юкина, К. Н. Бритова, В. Г. Кокурина. Галерея входит в структуру Государственного объединенного Владимиро-Суздальского историко-архитектурного и художественного музея-заповедника.
18 мая 1979 года в д. 19 была открыта экспозиция Владимиро-Суздальского музея-заповедника «Владимир советский. Страницы социальной и градостроительной истории», задуманная как продолжение выставки «Старый Владимир».
В 1958 году на улице возвели монументальное здание Дома культуры химического завода, ему иакже присвоили имя 850-летия города Владимира. Дом культуры имел зрительный, лекционный, читальный залы, многочисленные комнаты кружковой работы.
В 1968 году в Доме культуры прошла встреча зрителей с заслуженной артисткой РСФСР Зоей Федоровой, рассказавшей о событиях своей большой актёрской жизни, в них было много смешного.
Улица является особым объектом городского озеленения.

## Известные жители
д. 19 — писатель А. П. Василевский
д. 76 — директор ВХЗ А. Ф. Бродецкий